# 内藤ジュリア
内藤 ジュリア（ないとう ジュリア、永禄9年（1566年）頃 - 寛永4年2月11日（1627年3月28日））は、安土桃山時代から江戸時代前期にかけての女性、キリシタン。

## 生涯
父は松永長頼、母は内藤国貞の娘。兄に内藤如安。夫は丹波の国人という。1587年に夫は死去したという。一度は仏門に入ったものの、慶長元年（1596年）頃、洗礼を受け、ジュリアと名乗る。大名夫人たちへの布教活動を行い、主な人物としては豪姫を改宗させた。慶長11年（1606年）に日本で初めての女子修道会ベアタス会を京都に設立する。
慶長19年（1614年）、禁教政策により兄・如安や高山右近らと共に呂栄（ルソン島）に追放される。配流後も日本女性13人と聖ミカエル会（旧・修道女会）を結成した。
寛永4年（1627年）2月11日、死去（享年62）。

## 関連作品
- 小石房子『ひと粒の麦 内藤ジュリヤの生涯』作品社、2014年12月13日。ISBN 978-4-86182-511-8。